# Le Cabaret des muses
Pour les articles homonymes, voir Le Bordel des muses.
Le Cabaret des muses (anciennement, Le Bordel des muses) est une série de bande dessinée française de Gradimir Smudja publiée de 2004 à 2008 par Delcourt. La série s'inspire librement de la vie du peintre Toulouse-Lautrec à Montmartre, et ses rencontres avec Van Gogh, Degas, Gauguin, etc..

## Analyse
Initialement publiée sous le titre Le Bordel des muses, la série a été renommée Le Cabaret des muses à la suite d'une demande appuyée de la société du Moulin rouge qui possède l'ensemble des droits liés au nom et à l'image de cette institution et qui ne souhaitait pas que son nom soit associé au mot « bordel ».

## Albums
- Le Bordel des muses, Delcourt :

1. Au Moulin-Rouge, 2004  (ISBN 2-84789-171-4)[2],[3].
2. Mimi & Henri, 2005  (ISBN 2-84789-780-1)[4].

- Le Cabaret des muses, Delcourt :

1. Allez, Darling, 2006 (ISBN 978-2-7560-0565-2)[5].
2. Darling, pour toujours, 2008  (ISBN 978-2-7560-1123-3)[6].